# Robert Curjel
Robert Curjel [ˈʁoːbɛʁt ˈkuːʁiel] (* 17. Dezember 1859 in St. Gallen; † 18. August 1925 in Emmetten) war ein deutscher Architekt. Mit Karl Moser führte er das überregional tätige Büro Curjel & Moser in Karlsruhe.

## Leben und Wirken
Robert Curjel ist der Sohn von Hartwig Curjel und Julie Curjel geb. Gutmann. Geboren als Däne, kam Curjel 1869 aus dem schweizerischen St. Gallen nach Karlsruhe und wurde dort in den 1870er Jahren eingebürgert. Er studierte an der Technischen Hochschule Karlsruhe bei Josef Durm, Heinrich Lang und Otto Warth sowie an der Technischen Hochschule München bei Friedrich von Thiersch. Danach arbeitete er zunächst in Wiesbaden, wo er Karl Moser kennenlernte. Nach einem zweijährigen Aufenthalt in Berlin, wo er bei Hans Grisebach tätig war, gründete er 1888 mit Moser in Karlsruhe die Architektengemeinschaft Curjel & Moser, die bis 1915 bestand. Ab 1916 arbeitete Robert Curjel für den Badischen Baubund.
Mit seiner Frau Marie Curjel geb. Hermann hatte er eine Tochter Gertrud (* 5. März 1893, † Februar 1943 im KZ Auschwitz, Mutter von Wolfgang Lüttke), sowie einen Sohn Hans (* 1. Mai 1896, † 3. Januar 1974, Kunsthistoriker, Dirigent, Regisseur, Theaterleiter und Publizist, der 1933 in die Schweiz emigrieren konnte.). Marie Curjel, die ebenso wie er jüdischer Abstammung war, beging wegen der drohenden Deportation am 27. April 1940 in Karlsruhe Suizid.

## Bauten (Auswahl)

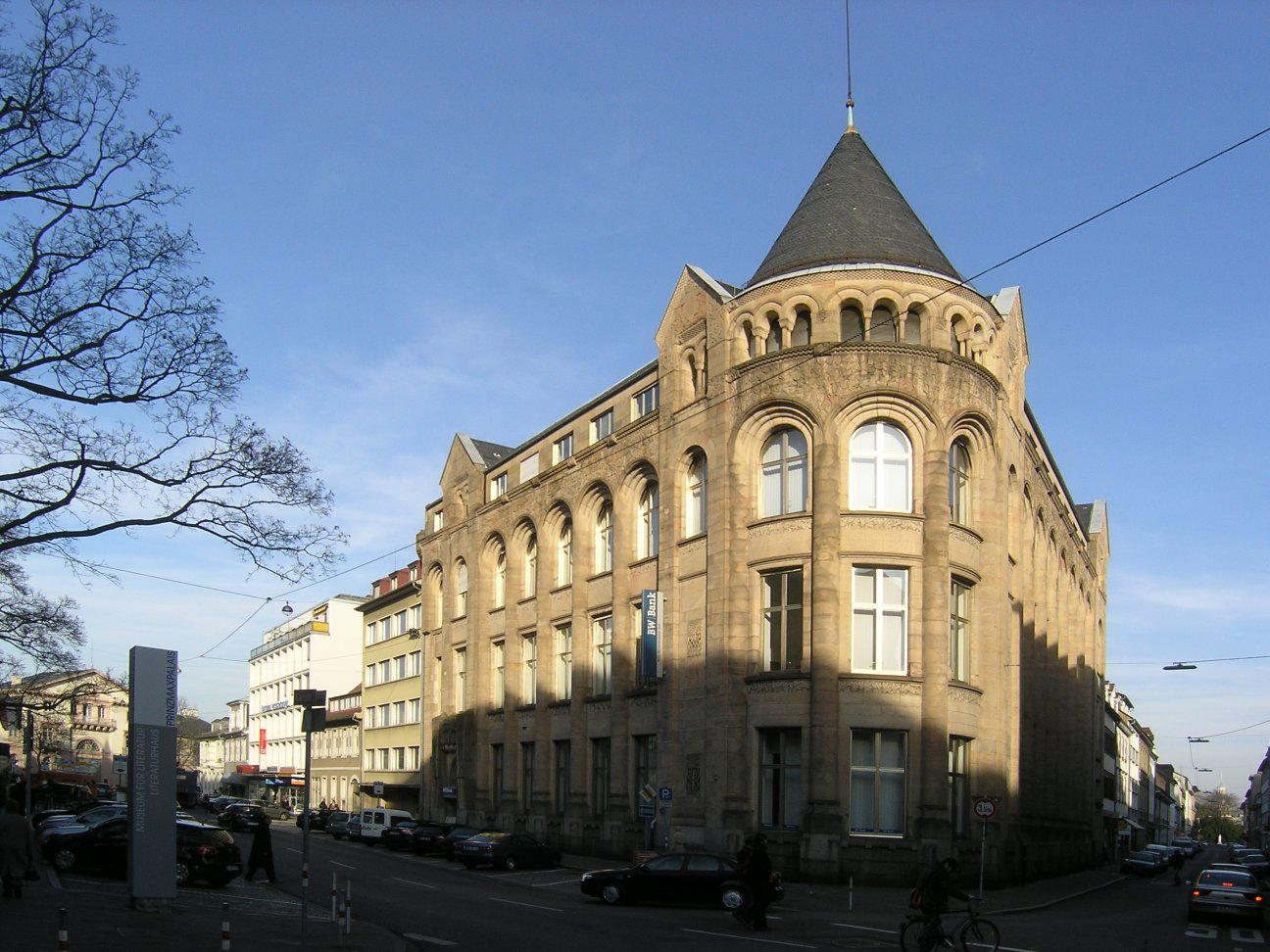
Bankhaus Homburger in Karlsruhe

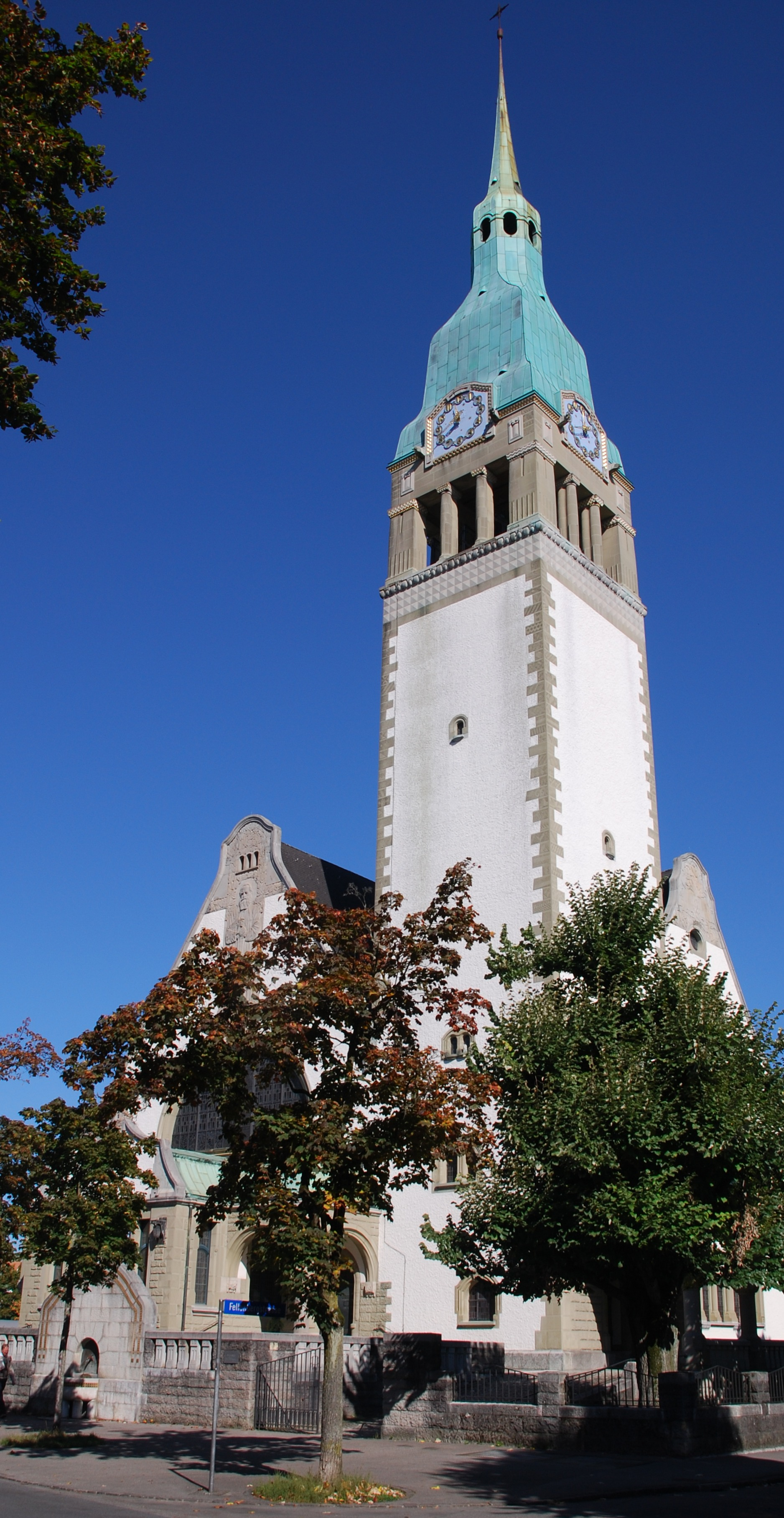
Pauluskirche in Bern

- 1898–1901: Bankhaus Veit L. Homburger (spätere Südwestdeutsche Landesbank) in Karlsruhe, Karlstraße
- 1898–1901: evangelisch-reformierte Pauluskirche in Basel, Steinring
- 1899–1900: Villa Langmatt für Jenny und Sidney W. Brown in Baden (Schweiz)
- 1901–1902: Gebäude für die Reichsbank-Nebenstelle in Bad Kreuznach, Mühlenstraße
- 1901–1904: evangelische Johanniskirche mit Pfarrhaus in Mannheim-Lindenhof
- 1902–1905: evangelisch-reformierte Pauluskirche in Bern
- 1903–1904: Gebäude für die Reichsbank-Stelle in Darmstadt, Kasinostraße
- 1904–1905: Gebäude für die Reichsbank-Stelle in Ludwigshafen am Rhein, Rheinuferstraße
- 1904–1905: Wohnhaus Baumann in Baden (Schweiz), Mellingerstrasse
- 1904–1906: Gebäude für die Reichsbank-Nebenstelle in Lahr/Schwarzwald, Luisenstraße
- 1905–1907: evangelische Garnisonkirche mit Pfarrhaus (später gen. Petruskirche) in Kiel-Wik, Weimarer Straße
- 1905–1907: evangelische Lutherkirche mit Pfarrhaus in Karlsruhe, Oststadt, Durlacher Allee
- 1905–1908: Dienstgebäude des Evangelischen Oberkirchenrats in Karlsruhe, Blumenstraße[2]
- 1906–1908: römisch-katholische Pfarrkirche St. Anton in Zürich
- 1906–1908: Gebäude für die Reichsbank-Nebenstelle in Bruchsal, Amalienstraße
- 1908–1909: Gebäude für die Reichsbank-Nebenstelle in Pforzheim, Emilienstraße
- 1908–1911: Wohnhaus für den Unternehmer Hämmerle in Dornbirn, im Oberdorf
- 1909: evangelische Nicolaikirche in Frankfurt am Main, Rhönstraße
- 1910–1911: Werksiedlung Stahlwerkstrasse in Schaffhausen
- 1911–1913: Warenhaus H. & C. Tietz in Karlsruhe, Kaiserstraße
- 1912–1913: Bankgebäude der Allgemeinen Aargauischen Ersparniskasse in Aarau, Bahnhofstrasse
- 1912–1913: Verwaltungsgebäude der Baugewerks-Berufsgenossenschaft in Karlsruhe, Gartenstraße 14–16
- 1912–1914: römisch-katholische Pfarrkirche St. Josef in Zürich
- 1913: Verwaltungsgebäude der Allgemeinen Ortskrankenkasse in Karlsruhe, Gartenstraße
- 1914: Wohnhaus Bassermann in Mannheim, Oststadt, Bassermannstraße
- 1914–1915: Ausstellungshalle und Konzerthaus in Karlsruhe, am Festplatz

## Ehrungen
- 1907: Ritterkreuz I. Klasse des Ordens vom Zähringer Löwen[3]